# Le Doc du dimanche
Le Doc du dimanche est une émission française de documentaire diffusé le dimanche soir sur France 5, et présentée de 2008 à 2011 par Claire Fournier, et depuis 2011 par Valérie Durier.  